# Tra Holder
Antonio Price „Tra” Holder (ur. 27 września 1995 w Los Angeles) – amerykański koszykarz, występujący na pozycji rozgrywającego, obecnie zawodnik Birmingham Squadron.
15 stycznia 2020 podpisał kontrakt z MKS-em Dąbrowa Górnicza.
25 października 2021 został zawodnikiem Birmingham Squadron.

## Osiągnięcia
Stan na 23 grudnia 2021, na podstawie, o ile nie zaznaczono inaczej.
NCAA
- Uczestnik rozgrywek:
  - turnieju:
    - NCAA (2018)
    - Portsmouth Invitational Tournament (2018)

  - Sweet 16 turnieju NIT (2015)
  - trasy Pac-12 All-Star Tour po Australii (2016)
- MVP:
  - turnieju Las Vegas Invitational (2018)
  - kolejki Pac-12 (20.11.2017, 27.11.2017)
- Zaliczony do I składu:
  - All-Pac-12 (2018)
  - najlepszych pierwszorocznych zawodników Pac-12 (2015)
  - turnieju Legends Classic (2016)
- Lider Pac-12 w liczbie celnych (152) i oddanych (197) rzutów wolnych (2017)

Drużynowe
- Uczestnik rozgrywek Eurocup (2018/2019)